# Talessa Kuguimiya
Talessa Kuguimiya, também conhecida como Talessa K, é uma designer gráfica, ilustradora, animadora, quadrinista e fotógrafa brasileira. Formada em Artes Visuais, trabalha com ilustrações de livros e animações, além de histórias em quadrinhos. Fez o curta animado Yaya e produções independentes como Insônia e Minsl. Ilustrou os livros infantis Quando Eu Nascer, As Aventuras de Uma Bolha de Sabão e Tão Perto de Mim, entre outros. Nos quadrinhos, participou das coletâneas Pátria Armada - Visões de Guerra e Gibi de Menininha, além das obras Memories (quatro volumes), em 2019, a Memories foi indicada ao 31º Troféu HQ Mix na categoria Publicação em minissérie publicada de forma independente e Cinco Vermelhos, em 2019, a HQ foi indicada para 35.º Prêmio Angelo Agostini na categoria melhor desenhista publicada através de financiamento coletivo no site Catarse, com temática inspirada na cultura japonesa, em Cinco Vermelhos, sua arte foi inspirada em artes japonesas como o sumi-ê, o ukyo-ê e o teatro kabuki. Por seu trabalho em Gibi de Menininha, ganhou o Prêmio Angelo Agostini de 2019 na categoria "melhor lançamento".
Em 2018, sua HQ Sobre trilhos, foi contemplada para ser financiada através do ProAc.
Em 2021, ilustrou a HQ Amarelo Seletivo, escrita por Ricardo Tayra, a obra aborda o racismo contra japoneses, a obra foi publicada via financiamento coletivo no Catarse, em 2022, a obra foi premiada no 16º Japan International Manga Award, realizado anualmente no Japão.